# منتخب الولايات المتحدة الأولمبي لكرة القدم
منتخب الولايات المتحدة الأولمبي لكرة القدم هو ممثل الولايات المتحدة الرسمي في المنافسات الدولية في كرة القدم في الألعاب الأولمبية .